# 蒙泰夫兰
蒙泰夫兰（法語：Montévrain，法語：[mɔ̃tevʁɛ̃] ⓘ）是法国塞纳-马恩省的一个市镇，位于该省西北部，马恩河左岸，属于托尔西区。

## 地理
蒙泰夫兰（48°52'31"N, 2°44'44"E）面积5.44 平方千米，位于法国法蘭西島大區塞纳-马恩省，该省份为法国北部内陆省份，北起瓦兹省，西接埃松省、马恩河谷省、塞纳-圣但尼省和瓦兹河谷省，南至卢瓦雷省，东南接约讷省，东临马恩省和奥布省，东北接埃纳省。
与蒙泰夫兰接壤的市镇（或旧市镇、城区）包括：塞里斯、布里地区尚特卢、谢西、当马尔、若西尼、马恩河畔拉尼。
蒙泰夫兰的时区为UTC+01:00、UTC+02:00（夏令时）。

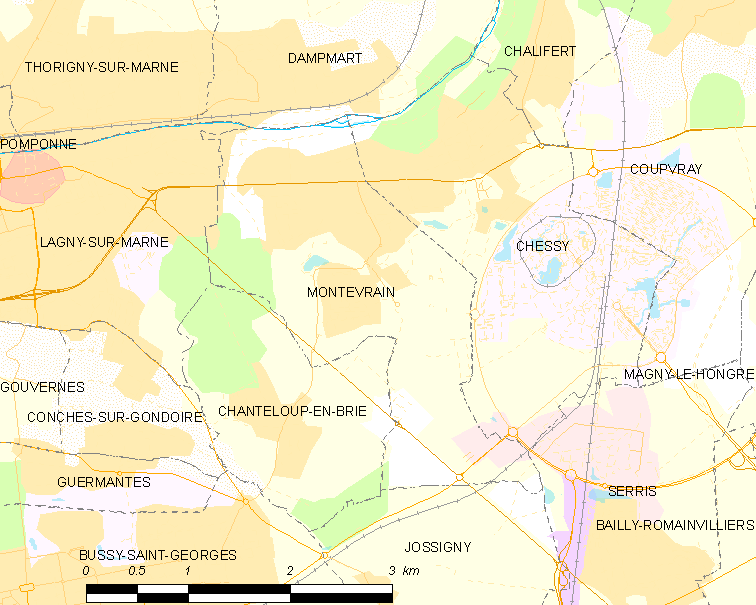
蒙泰夫兰的OSM定位图

## 行政
蒙泰夫兰的邮政编码为77144，INSEE市镇编码为77307。

## 政治
蒙泰夫兰所属的省级选区为马恩河畔拉尼县。现任蒙泰夫兰市长为克里斯蒂安·罗巴什（Christian Robache）先生，任期为2020-2026年。

## 交通
塞纳-马恩省省道D5线、D231线和D934线在蒙泰夫兰境内交汇，马恩拉瓦雷城市公共交通线路网覆盖蒙泰夫兰。

## 人口

1962-2008年间蒙泰夫兰人口变化图示

蒙泰夫兰于2022年1月1日时的人口数量为14847人。

## 友好城市
法國 维瓦赖地区韦尔努